# Bathythrix kuwanae
Bathythrix kuwanae là một loài tò vò trong họ Ichneumonidae.